# رشات (حلويات)

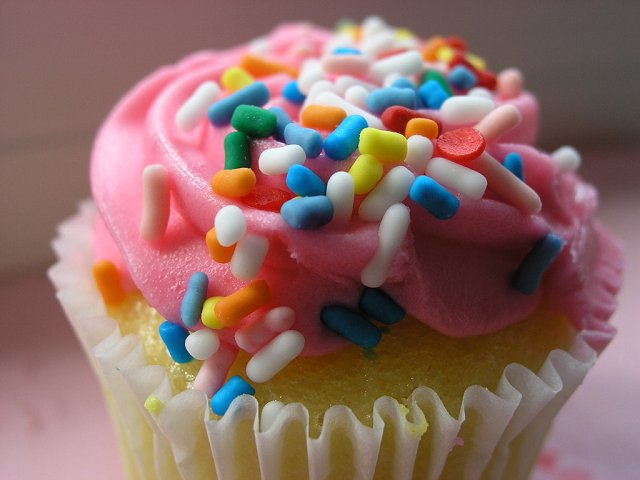
رشات فوق كيب كيك

الرشات هي قطعات صغيرة من السكاكر تستعمل في التزيين أو ليعطي شيئا في تركيب أطعمة حلوة مثل الكاب كيك أو الدونات أو المثلجات. والرشات مصنوعة بألوان منوعة.

## مَعرض صور

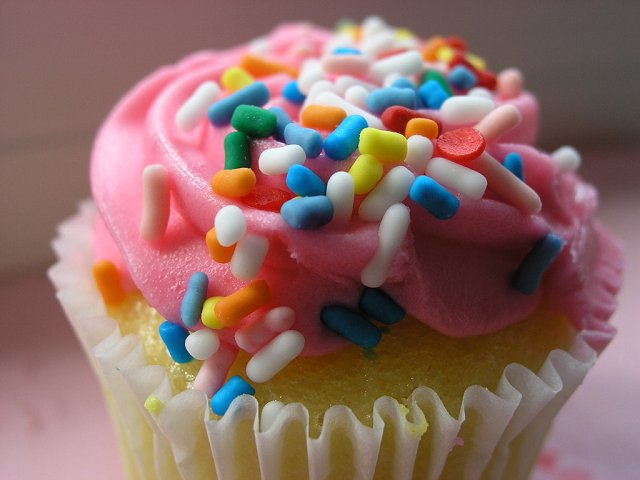
كاب كيك وردي بالرشات الملونة
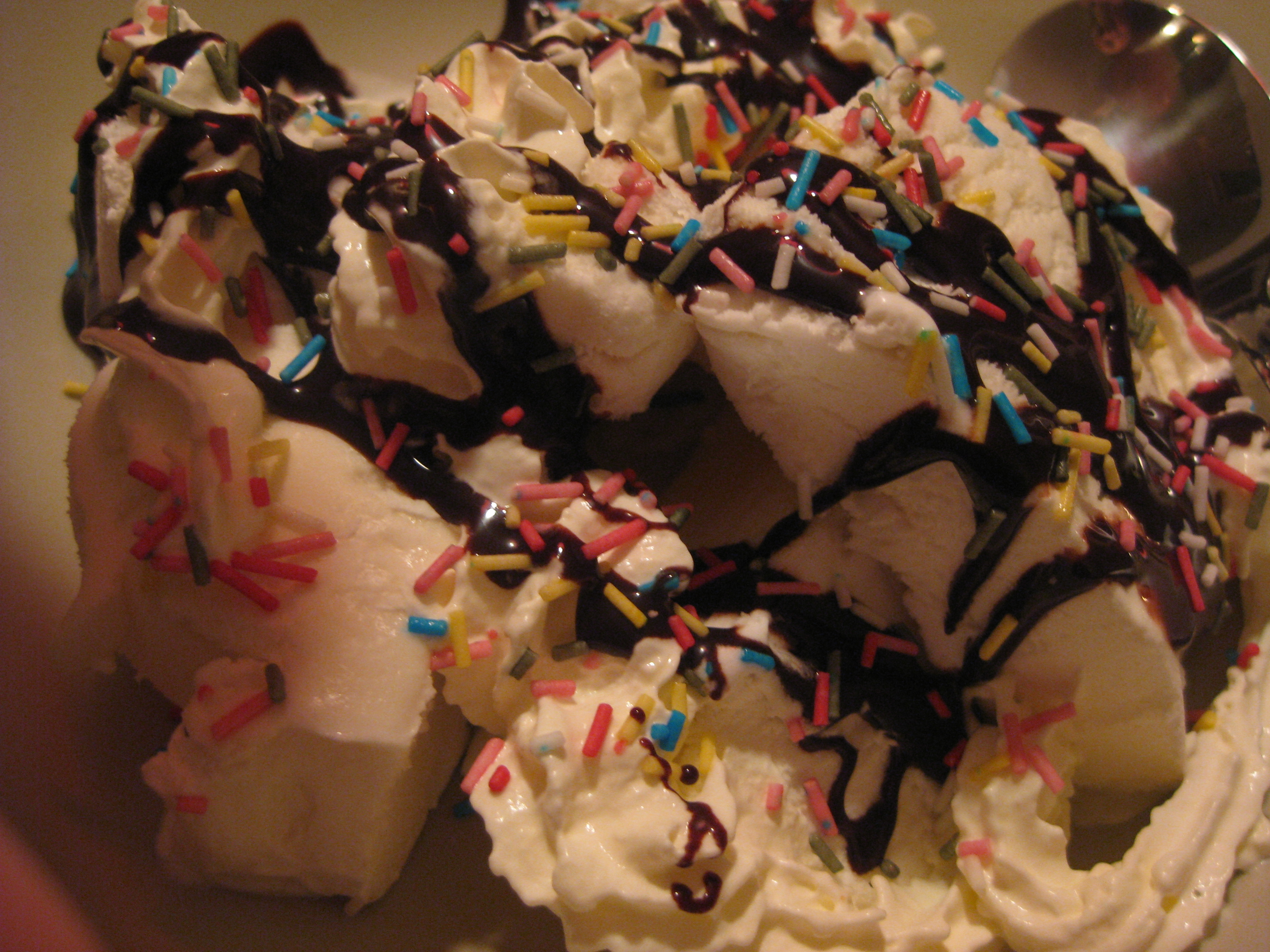
رشات وصلصة الشوكولا وقشدة مخفوقة فوق البوظة
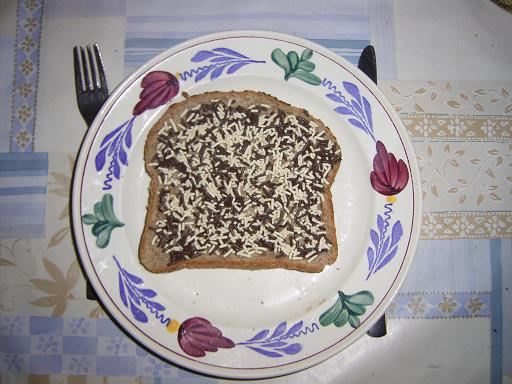
في بلجيكا وهولندا، الرشات (كما تُسمى بالهولنديَّة: hagelslag) مُستَخدمة في شطيرة

## المَراجع
1. ↑  "What Are Sprinkles—And What Are They Made Of?". sports.yahoo.com (بالإنجليزية الأمريكية). Archived from the original on 2023-03-18. Retrieved 2022-08-22. {{استشهاد ويب}}: الوسيط غير المعروف |trans_title= تم تجاهله يقترح استخدام |عنوان مترجم= (help)